# Torday Emil
Torday Emil (Budapest, 1875. június 22. – London, 1931. május 9.) Afrika-kutató, etnográfus.

## Élete
Iskoláit Budapesten és Münchenben végezte. 1895-ben ment ki Belgiumba, ahol banktisztviselőként dolgozott. Ezt követően Kongóba közigazgatási hivatalfőnöknek nevezték ki. A Kongó vidékén antropológiai és nyelvészeti kutatómunkáját később az angol Royal Anthropological Institute, majd a British Museum megbízásából folytatta. Módszeres kutatóként részletesen dokumentálta az őslakók néprajzát. A látottakat fényképeken is megörökítette.
Nyolc afrikai nyelvet beszélt. Embertani és néprajzi megfigyelései úttörő jelentőségűek, az általa gyűjtött tárgyi anyag páratlanul értékes. Ennek döntő hányada a British Museumban található, egy részét, egy 350 darabos gyűjteményt, a Magyar Nemzeti Múzeumnak adományozta. Egészségügyi okokból 1910 után Londonban dolgozott a British Museum munkatársaként. Gyűjtőútjairól számos könyvben számolt be, ezek közül néhány magyarul is megjelent.

## Művei
- Notes ethnografiques sur les peuples communément appelés Bakuba, ainsi que sur les peuplades apparentées; Ministre des Colonies, Bruxelles, 1910 (Annales. D. Ethnographie Antropologie Musée du Congo Belge Sér 3.)
- Bolyongások Afrikában. Három utazás az Egyenlítő vidékén; bev. Halász Gyula; Világirodalom, Bp., 1923 (A hat világrész Utazások és fölfedezések) MEK
- Afrikai emlékek. Egy Afrika-kutató naplójából; Világirodalom, Bp., 1924 (A hat világrész. Utazások és fölfedezések)
- Causeries congolaises; Librairie Dewit, Bruxelles, 1925
- On the trail of the Bushongo; Seeley, London, 1925
- A színes gentleman. Nyugat, 1922. 3. szám (naplórészlet)
- Egy nap Sierra Leoneban. Nyugat, 1922. 11. szám (naplórészlet)